# 少尹
少尹是中國古代地方官制，唐代始設，府州的副職。
唐代始設府。府是州的升級，州的長官為刺史，府的長官為府尹。京都的府尹則習慣稱為京兆尹。少尹是府尹的副手，從四品。開元元年改為少尹，其前身又稱治中、司馬、贊治、縣丞。杜甫有《徐九少尹见过》詩云：“晚景孤村僻，行军数骑来。”，在戰時，少尹又兼称行军。宋朝仍有少尹之名，但無實權。